# Liste der Monuments historiques in Bienville
Die Liste der Monuments historiques in Bienville führt die Monuments historiques in der französischen Gemeinde Bienville auf.

## Liste der Objekte
| Bezeichnung                                 | Beschreibung    | Standort                       | Kennzeichnung | Schutzstatus | Datum | Bild |
| ------------------------------------------- | --------------- | ------------------------------ | ------------- | ------------ | ----- | ---- |
| Ölgemälde Anbetung der Heiligen Drei Könige | 17. Jahrhundert | in der Kirche St-Médard (Lage) | PM60000325    | Classé       | 1913  |      |